# أرتور يندرزيتشيك
أرتور يندرزيتشيك (بالبولندية: Artur Jędrzejczyk) (و. 1987  م) هو لاعب كرة قدم، من بولندا، شارك في كأس العالم لكرة القدم 2018، يلعب كقلب الدفاع (كرة القدم).

## روابط خارجية
- أرتور يندرزيتشيك على موقع الاتحاد الدولي (مؤرشف)  (الإنجليزية)
- أرتور يندرزيتشيك على موقع الاتحاد الأوربي (الإنجليزية)
- أرتور يندرزيتشيك على موقع قاعدة بيانات كرة القدم.إي يو (الإنجليزية)
- أرتور يندرزيتشيك على موقع ليكيب (الفرنسية)
- أرتور يندرزيتشيك على موقع ناشيونال فوتبول تيمز (الإنجليزية)
- أرتور يندرزيتشيك على موقع Soccerway.com (الإنجليزية)
- أرتور يندرزيتشيك على موقع عالم كرة القدم.نت (الإنجليزية)
- أرتور يندرزيتشيك على موقع AS.com (الإسبانية)